# Edward Simpson
Pour les articles homonymes, voir Simpson.
Ne pas confondre avec les mathématiciens Thomas Simpson et Robert Simson.
Edward Simpson est un statisticien britannique né le 10 décembre 1922 et mort le 5 février 2019, connu pour sa description du paradoxe de Simpson avec Udny Yule.
En 1946, alors étudiant de Maurice Bartlett à Cambridge, il écrivit l'article « The Interpretation of Interaction in Contingency Tables », publié en 1951 dans le Journal of the Royal Statistical Society.